# Кімешек

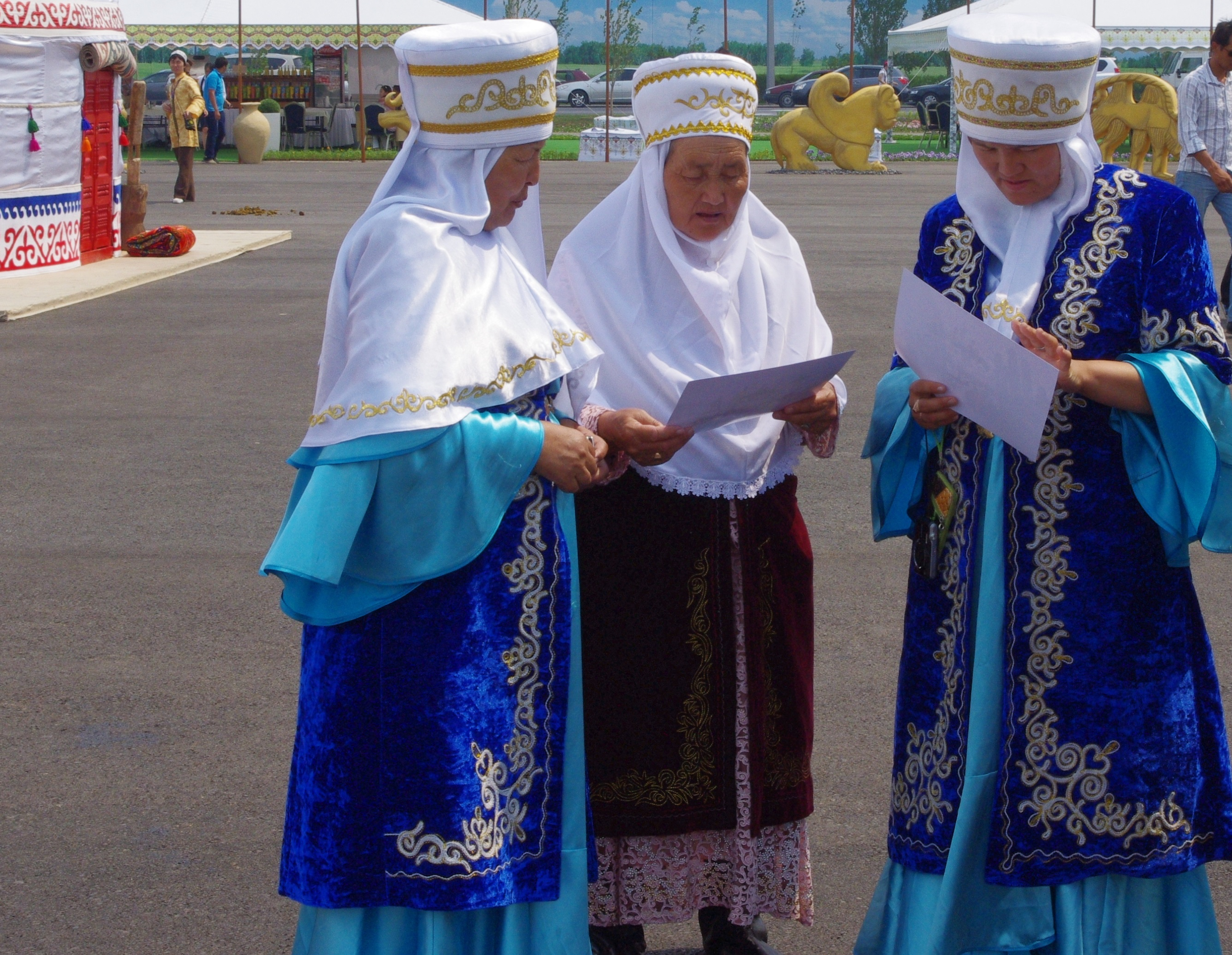
Казахські жінки

Кімешек (кіймешек) — традиційний головний убір замужніх жінок у казахів, карапалкапів: білий полотняний головний убір з вирізом для обличчя, який покриває голову, плечі і верхню частину туловища. Це атрибут, який говорить про статус жінки. Головний убір кімешек уособлює честь, совість, жіночу владу, жіночу мудрість.
Кімішек шили з білої тканини. Він щільно облягав голову і закривав шию, груди, плечі та спину. Лицьову сторону кімешека зазвичай прикрашала вишивка гладдю, срібні бляшки, корали. Вишивали його з обох боків.
Практичний сенс головного убору полягає в його захисту волосся від бруду і збереження їх в акуратності. Ця традиція походить від ісламського вірування, що жінки повинні ховати волосся.